# Snorum

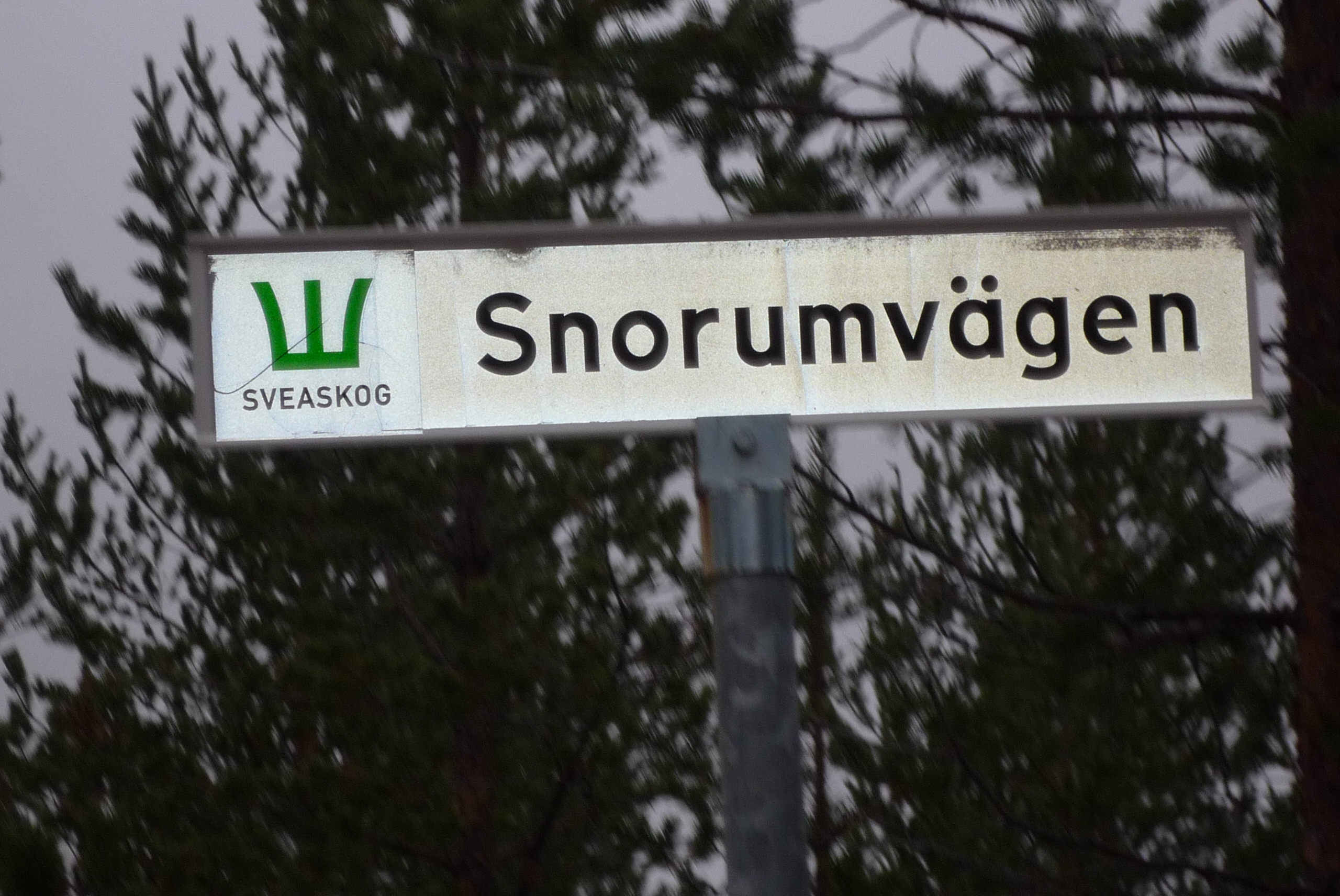
Ny skogsvägsskylt på vägen mellan Ålsåslyset och Snorumsberget

Snorum är en gård i Jörns socken i nordvästra Skellefteå kommun, söder om Snorumsberget. Den anlades på 1830-talet av Näsbergs Grufve Bolag som nybygge för arbetare vid Näsbergsgruvorna. Det var ett av fem nybyggen i omgivningarna som namngavs efter en barnramsa: Snipp, Snapp, Snorum, Hej, Basalorum. Det är inte känt vem som hittat på namnen, men kanske var det järnfyndighetens upptäckare, Carl Olof Furtenbach.
Snorum är numera obebott, möjligtvis sedan 1930- eller 40-talet då Karl "Snorums-Kalle" Berglund bodde på gården. Sedan dess har gårdens bagarstuga rasat in, åkerlapparna återerövrats av naturen och bara husgrunder finns kvar. Tomten där gården Snorum låg (fastighetsbeteckning Småträskheden 1:4) ägs enligt lantmäteriet av Sveaskog AB.